# 皮滕
皮滕是奥地利下奥地利州诺因基兴县的一个市镇。总面积13.08平方公里，总人口2379人，人口密度181.9人/平方公里（2005年）。